# Highlander: Endgame
Highlander: Endgame är en amerikansk film från 2000. Filmen är den tredje uppföljaren till Highlander (1986).

## Handling
Duncan MacLeod (Adrian Paul) upptäcker att hans gamla ärkefiende Jacob Kell (Bruce Payne) är på fri fot. Kell har dödat över 600 man. Fylld av hat och hämndbegär ska han nu kräva en sista kamp där det ska avgöras vem som vinner och vem som försvinner.

## Om filmen
Highlander: Endgame regisserades av Douglas Aarniokoski. Filmen hade svensk videopremiär 22 augusti 2001. Filmen är kronologiskt och handlingsmässigt uppföljare till Highlander från 1986 och den närbesläktade tv-serien som producerades mellan 1992 och 1998 där huvudrollen av Duncan MacLeod spelades av Adrian Paul och de två tidigare uppföljarna. Även två av de återkommande rollerna från tv-serien, Methos samt Joe Dawson, ges utrymme i denna film. I sin tur återkommer även rollerna Rachel Ellenstein (Sheila Gish) och Heather MacLeod (Beatie Edney) från den första Highlander-filmen. Emedan filmen har getts ut i sin ursprungliga bioversion på DVD i Sverige har den bland annat i USA getts ut i en av producenterna omredigerad och förlängd version samt även en arbetskopia på DVD.

## Rollista
| Adrian Paul         | – Duncan MacLeod    |
| Christopher Lambert | – Connor MacLeod    |
| Bruce Payne         | – Jacob Kell        |
| Lisa Barbuscia      | – Kate MacLeod      |
| Donnie Yen          | – Jin Ke            |
| Jim Byrnes          | – Joe Dawson        |
| Peter Wingfield     | – Methos            |
| Damon Dash          | – Carlos            |
| Beatie Edney        | – Heather MacLeod   |
| Sheila Gish         | – Rachel Ellenstein |
| Oris Erhuero        | – Winston           |
| Ian Paul Cassidy    | – Cracker Bob       |
| Adam Copeland       | – Lachlan           |
| Mihnea Trusca       | – Villager          |
| June Watson         | – Caiolin MacLeod   |